# 권문해 초간일기
권문해 초간일기(權文海 草澗日記)는 조선 명종∼선조대의 학자이며, 관료인 권문해(1534∼1591)가 쓴 자필일기이다. 1986년 10월 15일 대한민국의 보물 제879호로 지정되었다.

## 개요
조선 명종∼선조대의 학자이며, 관료인 권문해(1534∼1591)가 쓴 자필일기이다. 권문해는 1560년 문과에 급제하여 내직으로 정언, 장령, 외직으로 안동과 대구의 부사와 공주목사 등을 지냈고, 후에 승지의 벼슬을 지냈다. 퇴계 이황에게서 학문을 배워 이름을 날렸고, 특히 역사에 정통하였다. 지방관으로 있는 동안에는 선정을 베풀었으며, 학문에도 밝아『대동운부군옥』을 남겼다.
이 일기는 전 3책으로『선조일록』117장,『초간일기』90장,『신란일기』34장이다. 임진왜란 이전 관료가 쓴 일기로서 다 타고 없어진 임진왜란 이전의 역사적 자료를 보완하는 중요한 자료로 여겨진다. 이러한 것으로는 권벌의『충재일기』, 유희춘의『미암일기』가 있는데, 각기『실록』편찬자료로 채용되기도 하였다.
이 일기는 저자인 자신의 일상생활에서 일어난 모든 일을 상세히 적고 있으므로 이를 통한 사대부들의 생활상을 엿볼 수 있다. 또한 자신이 중앙의 관료직과 지방관을 지내면서 직무수행에 관한 여러 문제를 다룬 일기인만큼 조정에서 일어난 일은 물론 지방관아의 기능과 관리들의 생활, 당쟁관련 인물 및 정치, 국방, 사회, 교육, 문화, 지리 등 전반에 걸쳐 살필 수 있는 아주 중요한 자료이다.

## 참고 자료
- 권문해 초간일기 - 국가유산청 국가유산포털